# Wegneria oxydesma
Wegneria oxydesma är en fjärilsart som beskrevs av Edward Meyrick 1918. Wegneria oxydesma ingår i släktet Wegneria och familjen äkta malar. Inga underarter finns listade i Catalogue of Life.